# آن آگوستین
آن آگوستین (انگلیسی: Ann Augustine؛ زادهٔ ۳۰ ژوئیهٔ ۱۹۸۹) بازیگر هندی است که در فیلم‌های مالایالم بازی می‌کند. او دختر آگوستین بازیگر مالایالم است. آن آگوستین اولین نقش خود را در فیلم رفیقی به نام الساما (۲۰۱۰) بازی کرد.

## فیلم‌شناسی
| سال  | نام فیلم             | نقش        | نکات       | مرجع   |
| ---- | -------------------- | ---------- | ---------- | ------ |
| ۲۰۱۰ | رفیقی به نام الساما  | الساما     | اولین فیلم | [ ۷ ]  |
| ۲۰۱۱ | آرجونان شاهد است     | آنجلی منون | [ ۸ ]      | [ ۹ ]  |
| ۲۰۱۱ | سه پادشاه            | رانجو      |            |        |
| ۲۰۱۲ | معلم                 | هیما       |            |        |
| ۲۰۱۲ | جمعه                 | جینسی      |            |        |
| ۲۰۱۵ | نی-نا                | نالینی     |            | [ ۱۰ ] |
| ۲۰۱۷ | سولو                 | آنی        |            | [ ۱۱ ] |
| ۲۰۲۲ | همسر رانندهٔ اتوریکشا | رادیکا     |            | [ ۱۲ ] |